# مودست روچینسکی
مودست روچینسکی (لهستانی: Modest Ruciński؛ ‏ زادهٔ ۲۴ مارس ۱۹۷۹) بازیگر و صداپیشه اهل لهستان است.
از فیلم‌ها یا مجموعه‌های تلویزیونی که وی در آن‌ها نقش داشته است، می‌توان به رنگ‌های خوشبختی، فرصت دوباره، در خوشی و سختی، دوستان، پزشکان، قانون حقیقی، هتل ۵۲، دوران افتخار، مزرعه، حالا یا هرگز!، کارآگاهان جنایی، ماگدا ام. و در خیابان سپولنی اشاره نمود.